# Coleman (Ontario)
Coleman – gmina (ang. township) w Kanadzie, w prowincji Ontario, w dystrykcie Timiskaming.
Powierzchnia Coleman to 177,6 km².
Według danych spisu powszechnego z roku 2001 Coleman liczy 550 mieszkańców (3,10 os./km²).